# Bucquoy
Bucquoy je francouzská obec v departementu Pas-de-Calais v regionu Hauts-de-France. V roce 2014 zde žilo 1 512 obyvatel.

## Poloha obce
Obec leží u hranic departementu Pas-de-Calais s departementem Somme.
Sousední obce jsou: Ablainzevelle, Achiet-le-Petit, Ayette, Douchy-lès-Ayette, Foncquevillers, Gommecourt, Hannescamps, Hébuterne, Miraumont (Somme), Monchy-au-Bois a Puisieux.

## Vývoj počtu obyvatel
Počet obyvatel